# Calephelis virginiensis
Espèce
Calephelis virginiensis est un insecte lépidoptère de la famille des Papilionidae, de la sous-famille des Riodinidae et du genre Calephelis.

## Dénomination
Il a été nommé Calephelis virginiensis par Félix Édouard Guérin-Méneville en 1831.
Synonymes : Erycina virginiensis Guérin-Méneville, 1831; Nymphidia pumila Boisduval et Le Conte, [1835]; Charis virginiensis; Lephelisca virginiensis ; Calephelis virginiensis ; McAlpine, 1971.

### Noms vernaculaires
Calephelis virginiensis se nomme Little Metalmark ou Virginia Metalmark en anglais.

## Description
Calephelis virginiensis est un assez petit papillon (son envergure varie de 13 à 25 mm) de couleur orange orné de lignes parallèles à la bordure, de couleur gris métallisé. Le revers est de couleur orange avec les mêmes lignes métallisées.

### Chenille et chrysalide
Les chenilles sont de couleur gris vert pâle et portent de longs poils blancs.

## Biologie

### Période de vol et hivernation
Les imagos volent de mars à octobre en deux à cinq générations.
Il hiverne au stade de chenille.

### Plantes hôtes
La plante hôte de sa chenille est un Cirsium, Cirsium horridulum .

## Écologie et distribution
Il réside dans le sud-est de l'Amérique du Nord, dans la plaine atlantique, du sud du Maryland à la Floride et le long des côtes du Golfe du Mexique, jusqu'au Texas et au Mexique .

### Biotope
Il affectionne les lieux ouverts, prairies et bords de routes.

### Protection
Pas de statut de protection particulier.